# Ojciec Sergiusz (film 1918)

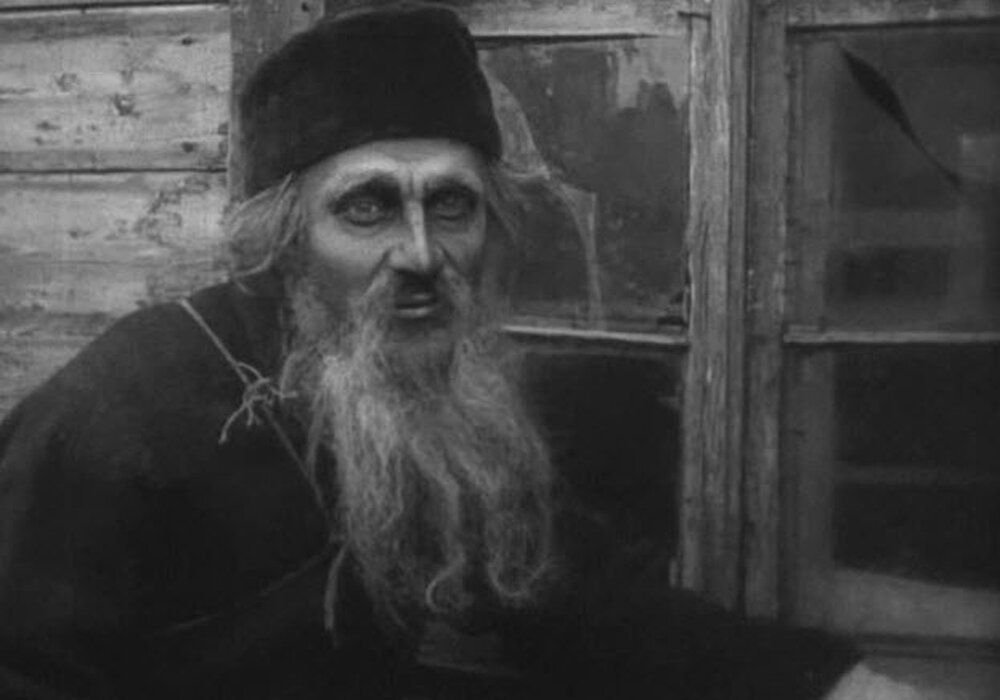
Iwan Mozżuchin w roli ojca Sergiusza, kadr z filmu

Ojciec Sergiusz, ros. Отец Сергий, Otiec Siergij; inna nazwa Książę Kasatski ros. Князь Касатский – niemy film reżysera Jakowa Protazanowa z 1918 roku. Jest ekranizacją opowiadania Lwa Tołstoja Ojciec Sergiusz.

## Historia filmu
Film Ojciec Sergiusz jest pierwszą ekranizacją opowiadania Lwa Tołstoja o tym samym tytule. Powstał w wytwórni Towarzystwo I. Jermoljewa w Moskwie. Zdjęcia do filmu rozpoczęto w 1917 roku. Ukończony został na początku 1918 roku. Premiera miała miejsce 14 maja 1918 roku. Pierwotna wersja filmu trwała 112 minut, zachowało się 79 minut nagrania. Należy do gatunku dramatu. Jest czarno-biały, niemy.
Film jest najlepszym dziełem kinematografii carskiej i jednocześnie wieńczy ten okres. Reżyser w ekranizacji nie zatracił psychologizmu, jaki zawarł w swoim opowiadaniu Lew Tołstoj. Wrażenie wzmacniają kostiumy i aktorska gra Iwana Mozżuchina. Rola w Ojcu Sergiuszu, gdzie zagrał jednocześnie hrabiego Kasatskiego i tytułowego bohatera, należy do jednego najlepszych jego wcieleń.
W 1918 roku film spotkał się z przychylnością krytyki. W 1928 roku, w setną rocznicę urodzin Lwa Tołstoja, władze sowieckie wydały pozwolenie na pokaz Ojca Sergiusza w niektórych kinach. Zabroniono projekcji w klubach robotniczych. Tym razem krytycy zarzucali reżyserowi nieukazanie Cerkwi w jej prawdziwym (negatywnym) obliczu.

## Fabuła
Bogaty i ambitny książę Kasatski marzy o karierze wojskowego oraz miłości pięknej kobiety. Los mu sprzyja. Poznaje i zakochuje się w Mary Korotkowej. W przeddzień ślubu Kasatski dowiaduje się, że jego narzeczona jest kochanką Mikołaja I. Zrozpaczony bohater przewartościowuje swoje dotychczasowe życie. Zrzeka się tytułu, składa wieczyste śluby mnisze z imieniem Sergiusz i zamyka się w klasztorze.
Sergiusz dochodzi do wniosku, że mnisi w monasterze zbyt łatwo poddają się pokusom. Dlatego opuszcza mury klasztoru i zostaje pustelnikiem. Po sześciu latach takiego życia, w święto maslenicy, koło celi Sergiusza przejeżdża wesołe towarzystwo. Piękna Makowkina zakłada się z resztą przyjaciół o uwiedzenie pustelnika. Muszą ją tylko o trzeciej godzinie w nocy przywieźć pod drzwi Sergiusza. Pustelnik zaprasza zmarzniętą kobietę do celi, by się ogrzała. Makowkina zdejmuje namoknięte ubranie. Mnich, aby nie ulec pokusie, wychodzi do sieni, gdzie odrąbuje sobie palec wskazujący lewej ręki. Makowkina widzi krew i prosi Sergiusza o przebaczenie. Za rok kobieta decyduje się na wstąpienie do klasztoru.
Sprawiedliwość i pobożność ojca Sergiusza przyciąga do niego zarówno wierzących, jak i nicponi z wyższych sfer. Choć Kasatski wyrzekł się wszystkiego, nie może odnaleźć spokoju ducha. Wpada więc w rozpacz i zostaje bezimiennym włóczęgą.

## Obsada
- Iwan Mozżuchin – ojciec Sergiusz i książę Stiepan Kasatski
- Nikołaj Panow (Николай Панов) – ojciec Kasatskiego
- Wiera Dżeniejewa (Вера Дженеева) – Mary
- Jewgienij Gajdarow (Евгений Гайдаров) – Mikołaj I
- Olga Kondorowa (Ольга Кондорова) – hrabina Korotkowa
- Natalja Lisienko (Наталья Лисенко) – wdowa po kupcu Makowkinie
- Iona Tałanow (Иона Таланов) – kupiec
- Wiera Orłowa (Вера Орлова) – córka kupca
- Piotr Bakszejew (Пётр Бакшеев) – młody mnich
- Polikarp Pawłow (Поликарп Павлов) – mnich, odźwierny w klasztorze
- Nikołaj Rimski (Николай Римский) – hierarcha

## Twórcy filmu
- Jakow Protazanow – reżyser
- Aleksandr Wołkow (Александр Волков) – scenariusz
- Jewgienij Bukkie (Евгений Букке) – muzyka
- Nikołaj Rudakow (Николай Рудаков) – zdjęcia
- Fiedot Burgasow (Федот Бургасов) – zdjęcia
- Władimir Balluziek (Владимир Баллюзек) – scenografia
- Aleksandr Łoszakow (Александр Лошаков) – scenografia
- Iosif Jermoljew (Иосиф Ермольев) – producent